# Trzęsienie ziemi na Hawajach (2006)
Trzęsienie ziemi na Hawajach 2006 o sile 6,6 w skali Richtera uderzyło na Hawaje 16 października 2006. Epicentrum znajdowało się 253 km na południowy wschód od Honolulu. Trzęsienie nie niosło ze sobą ryzyka fal tsunami.